# College of New Jersey Tigers football 1869
I College of New Jersey Tigers football 1869 hanno rappresentato la College of New Jersey (attuale Princeton) nella stagione di college football 1869.
Chiusero la loro stagione d'esordio, e prima in assoluto del college football, con un record di 1–1, venendo nominati retroattivamente campioni nazionali da Billingsley Report, National Championship Foundation, e Parke H. Davis. La stagione si compose di due gare contro l'Università di Rutgers.
Il 6 novembre, la squadra partecipò alla prima partita di football americano intercollegiale, dove venne sconfitta 6-4 dalla squadra dell'Università di Rutger. Per la partita vennero adattate delle regole della Football Association dell'epoca che la fecero assomigliare più ad una partita di calcio che di football americano attuale.

## Schedule
| 6 novembre           | at Rutgers* | New Brunswick, NJ | L 4–6 |
| 13 novembre          | Rutgers*    | Princeton, NJ     | W 8–0 |
| *Gare non-conference |             |                   |       |